# Верденберги
Верденбергите (на немски: Werdenberg) са графове на Графство Верденберг, наречени на замъка Верденберг в днешната комуна Грабс в кантон Санкт Гален. Те са южнозападен немско-швейцарски благороднически род. Техните владения са се намирали главно от двете страни на алпийския Рейн, на горен Дунав и в Швабски Алб.

## Известни с това име
- Хартман I фон Верденберг († 1271), основател на графовете фон Верденберг-Сарганс
- Хартман II (1388–1416), епископ на Епископство Кур
- Агнес фон Верденберг-Трохтелфинген († 1447)
- Йорг фон Верденберг (1425–1504), в Сарганс
- Йохан II фон Верденберг (~1430–1486), епископ на Аугсбург
- Хуго (Хауг) фон Верденберг (1459–1508), първи хауптман на Швабския съюз
- Феликс фон Верденберг († 1530), убиец на Андреас фон Зоненберг